# Дарем (регіональний муніципалітет)
Регіональний муніципалітет Да́рем (англ. Regional Municipality of Durham, [ˈdʌrəm]) — регіональний муніципалітет у провінції Онтаріо, Канада. Дарем розташований в Південному Онтаріо на кордоні муніципалітету Торонто.

## Адміністративний поділ
Муніципалітет складається з наступних комунальних одиниць:
- Ейджакс
- Брок
- Кларінгтон
- Ошава
- Пікерінг
- Скугог
- Уксбридж
- Вітбі

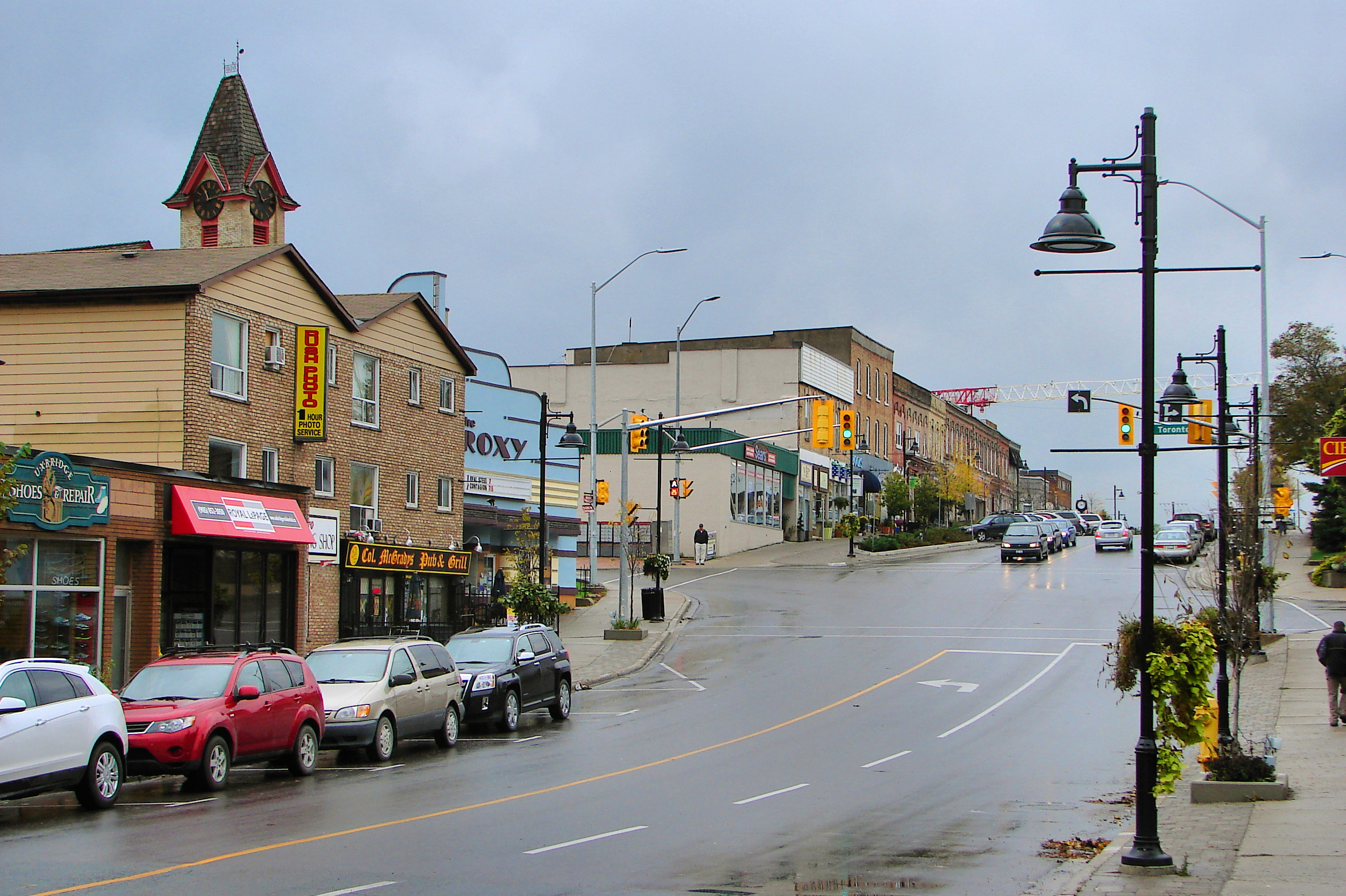
Центрі міста Уксбриджа

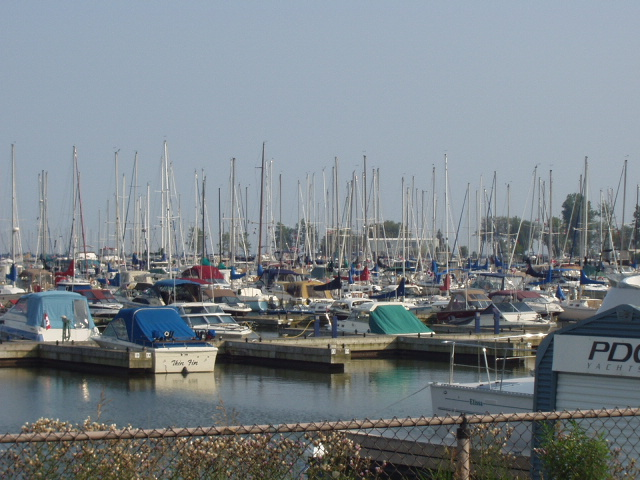
гавань Вітбі

Муніципалітет також має в своєму складі одну індіанську резервацію:
Міссісаги з острова Скуґоґ (англ. Mississaugas from the Scugog Island).

## Історія
Графство Да́рем (нині історичне графство провінції Онтаріо) було утворене у 1792 році. Назва походить від графства Да́рем та міста Да́рем у Англії.